# Compsibidion litturatum
Compsibidion litturatum är en skalbaggsart som först beskrevs av Martins 1960. Compsibidion litturatum ingår i släktet Compsibidion och familjen långhorningar.
Artens utbredningsområde är:
- Panama.
- Venezuela.

Inga underarter finns listade i Catalogue of Life.